# Los Secretos (álbum)
Los Secretos, editado en junio de 1981, es el álbum debut del grupo español de música pop Los Secretos. 

## Sencillos previos
Si bien se trata del primer LP del grupo, no es su primera grabación, que salió unos meses antes en formato EP, con el mismo título y conteniendo cuatro canciones, todas ellas recogidas en el nuevo álbum, excepto "Loca por mi" que quedó fuera del LP.
A la vista del éxito obtenido, especialmente con el tema Déjame, la discográfica Polydor decide editarles el primer LP, que contenía doce temas. Dos de ellos estaban compuestos por José Enrique Cano (Canito), batería de Tos, fallecido recientemente en accidente de tráfico y al que iba dedicado el disco.
El peso del LP recaía sobre los temas Déjame y Sobre un vidrio mojado, ya incluidos en el EP, a los que se añadió, abriendo la cara A Ojos de perdida.

## Estilo
El disco combina los ritmos que se convertirían en la marca personal del grupo en las décadas siguientes: Las baladas melancólicas de Enrique Urquijo y los sonidos rápidos inspirados en el pop anglosajón de Pedro Antonio Díaz, que compusieron la mayor parte del repertorio. También colaboró Álvaro Urquijo en varias melodías a las letras de Pedro Antonio Díaz que además cantaba muchas de las canciones.

## Portada
La portada del disco contiene una fotografía en blanco y negro de los por entonces cuatro componentes de la banda: los hermanos Javier, Enrique y Álvaro Urquijo y el batería Pedro A. Díaz, tomada por Fernando Navarro.

## Lista de canciones del álbum
| N.º | Título                   | Escritor(es)                                      | Duración |  |
| 1.  | «Ojos de perdida»        | Enrique Urquijo                                   | 2:34     |  |
| 2.  | «Que puedo hacer yo»     | Pedro A. Díaz / Álvaro Urquijo                    | 2:58     |  |
| 3.  | «Me siento mejor»        | Enrique Urquijo                                   | 2:28     |  |
| 4.  | «No supe que decir»      | Pedro A. Díaz / Álvaro Urquijo / Enrique Urquijo  | 2:49     |  |
| 5.  | «Me aburro»              | José Enrique Cano (Canito)                        | 2:24     |  |
| 6.  | «Niño mimado»            | Pedro A. Díaz / Enrique Urquijo                   | 2:02     |  |
| 7.  | «Déjame»                 | Enrique Urquijo                                   | 2:37     |  |
| 8.  | «Fuertes emociones»      | Pedro A. Díaz / Álvaro Urquijo                    | 2:30     |  |
| 9.  | «Otra tarde»             | Enrique Urquijo / José E. Cano                    | 2:33     |  |
| 10. | «Se fue como llegó»      | Pedro A. Díaz / Enrique Urquijo                   | 2:37     |  |
| 11. | «No me digas nada»       | Pedro A. Díaz / Enrique Urquijo                   | 2:58     |  |
| 12. | «Sobre un vidrio mojado» | Roberto Fernando Alonso (Kano) / Mario Pierpaolio | 2:23     |  |